# Christen Købke
Christen Schiellerup Købke (n. 26 mai 1810, Copenhaga, Danemarca – d. 7 februarie 1848, Copenhaga, Danemarca) a fost un pictor danez. Købke este recunoscut ca fiind unul dintre cei mai buni artiști din perioada de aur a picturii daneze.